# Stockhauser Busch

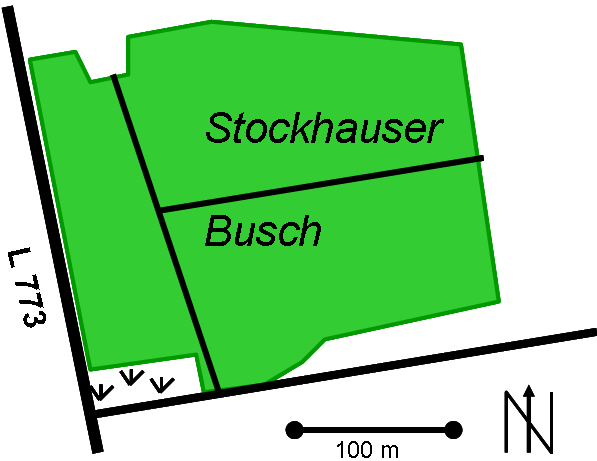
Auf zwei Wegen kann man den kleinen Wald durchwandern

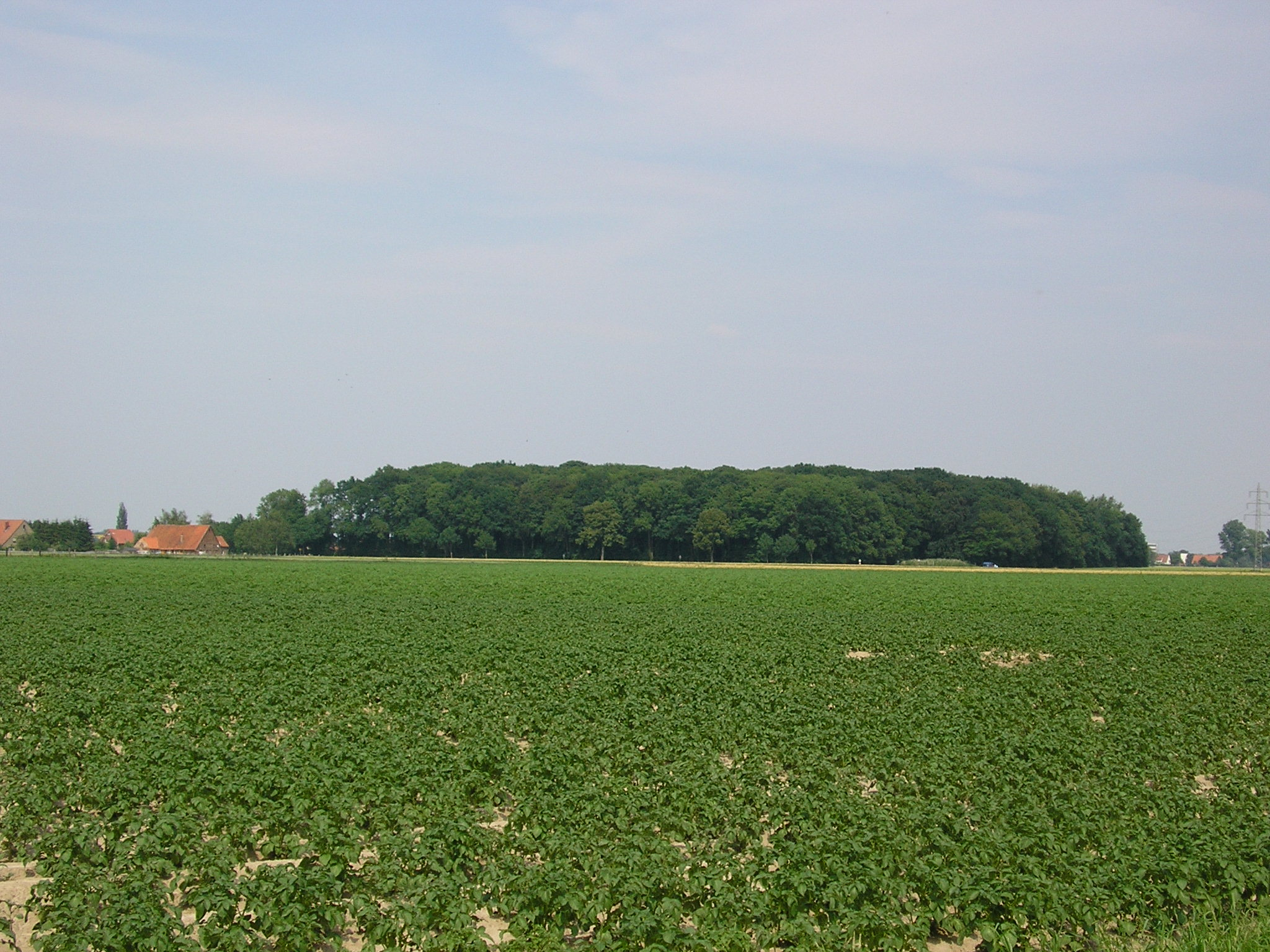
Der Stockhauser Busch von Süden aus gesehen

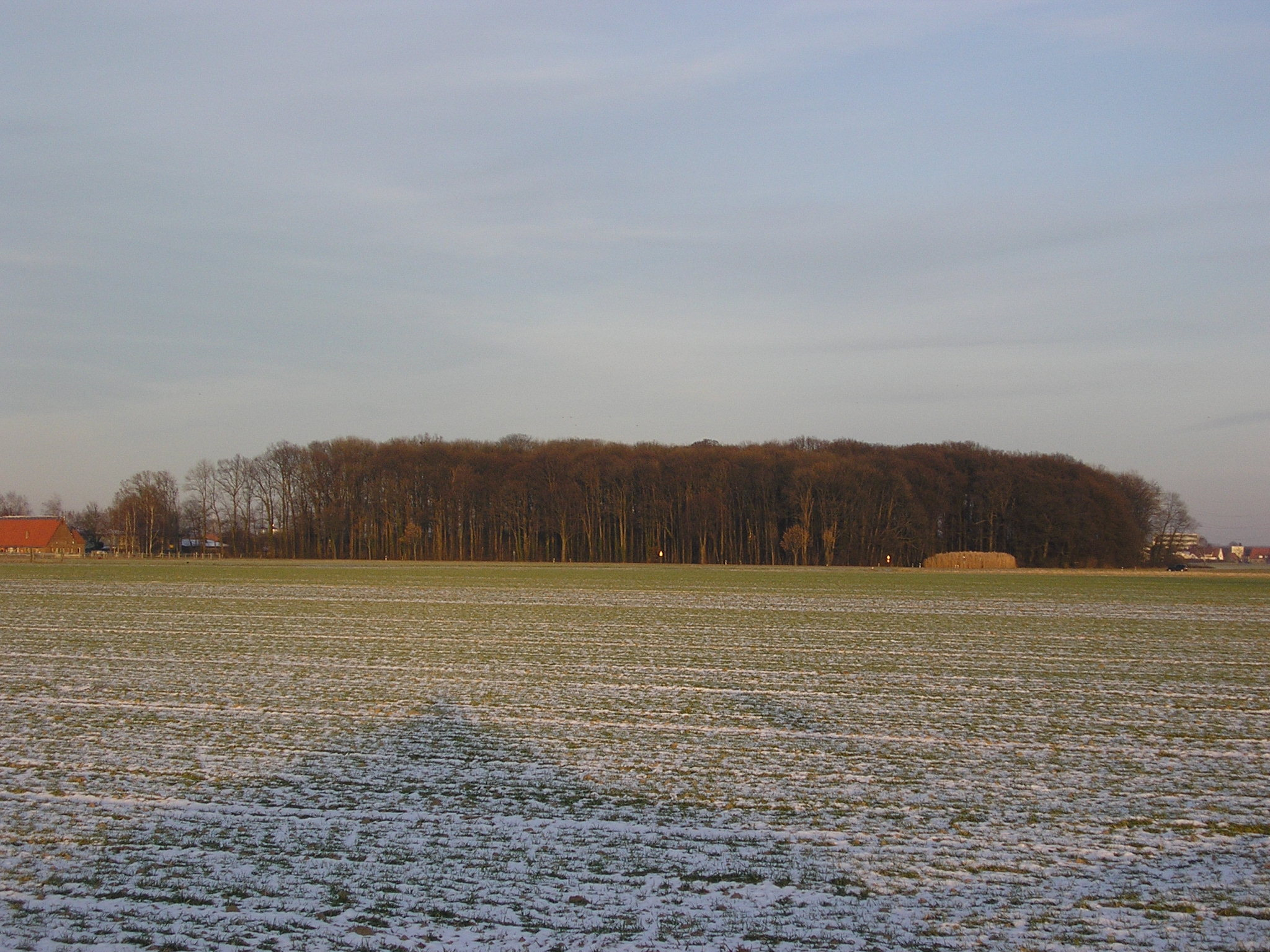
...und aus Richtung Südwesten im Winter

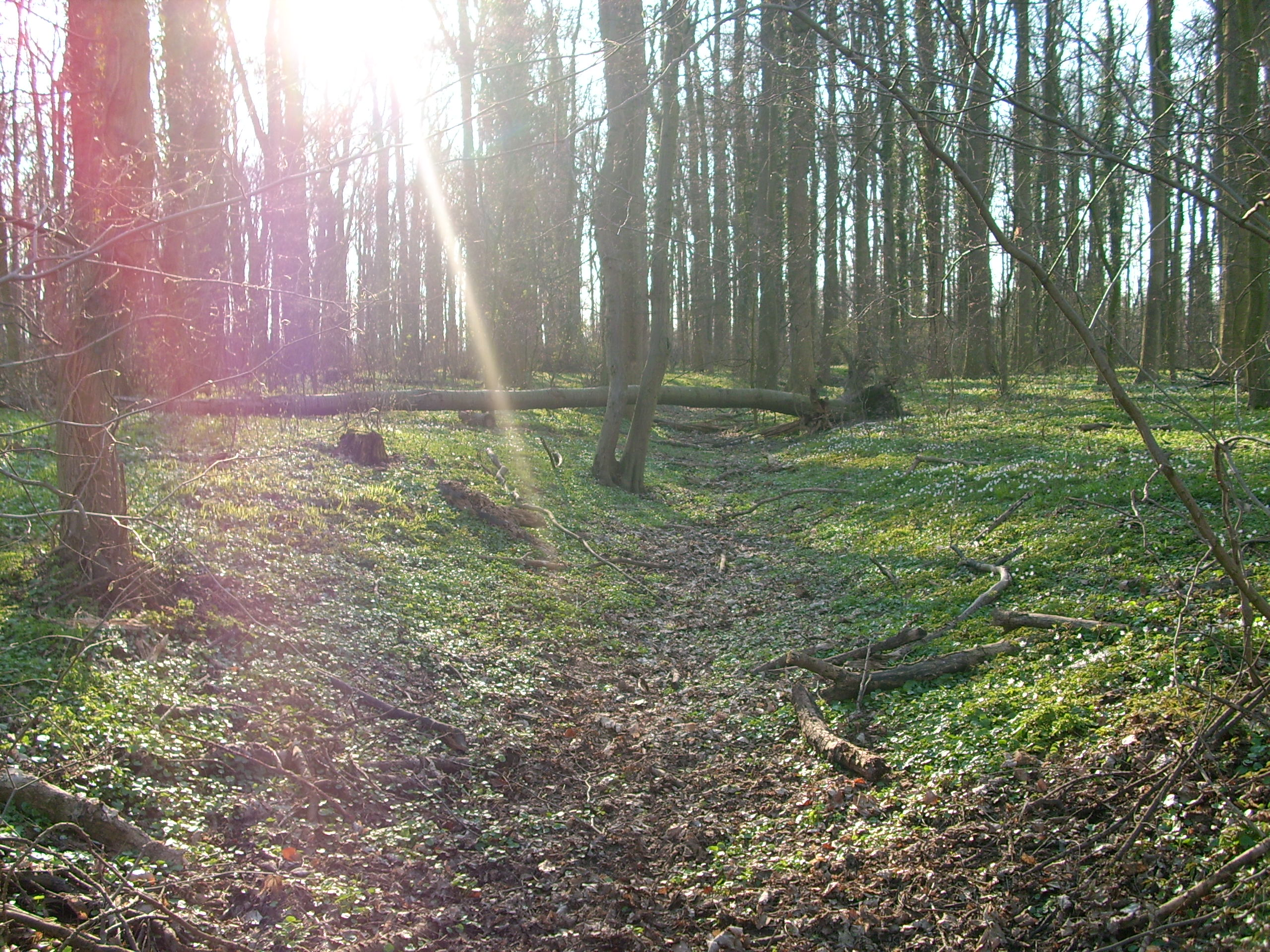
Im Stockhauser Busch im zeitigen Frühjahr

Der Stockhauser Busch ist ein kleines, isoliert liegendes Wäldchen südostwärts des namensgebenden Ortsteils Stockhausen der Stadt Lübbecke und liegt zwischen 52,5 und  53 m über NN. Am Ostende des Waldes befindet sich ein trigonometrischer Punkt, der in Karten die Höhe 52,7 aufweist.  Die vergleichsweise ungewöhnliche Namensgebung rührt aus dem Umstand, dass im Lübbecker Land, wie im gesamten Norddeutschen Raum, kleine Wälder im Volksmund einfach „Holz“ oder „Busch“ (wie z. B. der Rehbusch) genannt werden. Von beinahe rechteckigem Umriss misst der Wald 300 m in Ost-West und ca. 200 m in Nord-Süd-Richtung. Der Wald ist im Besitz des lokalen Grundherrn von der Recke.
Die Gesamtfläche des Waldgebietes umfasst 5,13 ha und ist deckungsgleich mit dem Flurstück 026 der Gemarkung Blasheim 2709. Es handelt sich um einen für diesen Naturraum typischen Laubmischwald; der vorherrschende Baum ist die Rotbuche. Innerhalb dieses Haines entspringt der 2,1 km lange Stangenbach, der diese Fläche nach Norden entwässert. Für die nähere Umgebung, insbesondere natürlich für die Einwohnerschaft des oben genannten angrenzenden Dorfes, hat er eine gewisse Bedeutung, als bequeme Beschaffungsmöglichkeit von Zunder- und Brennholz und natürlich auch als, wenn auch kleines, dafür schnell zu erreichendes Naherholungsgebiet, denn im Umkreis von 30 Gehminuten ist der Stockhauser Busch das einzig größere Waldgebiet. Erst drei Kilometer nach Süden beginnt das große und dicht bewaldete Wiehengebirge. Das 44 ha große Hollwinkeler Holz liegt, bereits außerhalb der Stadtgrenze Lübbeckes 3,5 km in westlicher Richtung.
Von besonderer Bedeutung ist der Wald aus pädagogischere Sicht für den benachbarten Waldorfkindergarten, der diesen für Exkursionen und das Heranführen der Kinder im Vorschulalter an die Natur und den Lebensraum Wald nutzten kann. Zudem grenzt der Wald an die noch immer eher bäuerlich geprägte Ortschaft Stockhausen von den während der letzten Jahrzehnte im Umland der Lübbecker Kernstadt hastig erschlossenen Arbeiter- und Industrievierteln klar ab.
Auch der ökologische Aspekt ist nicht ohne Belang, denn in einer „ausgeräumten“ Umgebung, die durch intensive Landwirtschaft geprägt ist, bildet diese Waldinsel, obschon sie nicht formal unter Naturschutz gestellt ist, eine ökologische Nische für die örtliche Fauna, insbesondere für die Vogelwelt.

## Trivia
Bis 1973 verlief im Zuge der südlichen Waldgrenze ein Teilstück der Grenze zwischen der Stadt Lübbecke und der damals selbständigen Gemeinde Blasheim im Amt Oldendorf, zu der die Bauerschaft Stockhausen gehörte.